# Бела Шароши
Бела Шароши (мађ. Sárosi Béla; Будимпешта, 15. август 1919 — Сарагоса, 15. јун 1993) репрезентативац, играо на позицијама одбрамбеног играча и тренер. Његова браћа Ђерђ Шароши, фудбалер, Ласло Шароши је био пливач и ватерполиста. Његов нећак Ласло Шароши је био ватерполиста олимпијског шампиона. У спортској штампи био је познат као Шароши III.

## Каријера

### Клуб
Играо је за Ференцварош,  Болоњу, Бари, Јуниор Баранкиљу, Порто, Реал Сарагосу, Лугано и ФК Милонариос. За Ференцварош је одиграо 326 утакмица (237 лигашких, 56 међународних, 33 домаће такмичарске утакмице) и постигао 93 гола (64 лигашка, 29 осталих).

### Репрезентација
Између 1939. и 1945. наступио је 25 пута у репрезентацији и постигао 1 гол. Има један наступ за Б-тим (1946), четири пута наступио за репрезентативни тим Будимпеште (1938–40), једанпут за аматерску репрезентацију (1937) и један наступ за други тим репрезентације (1938).

### Тренер
Од познатијих тимова тренирао је Лугано, ФК Базел, ССВ Јан Регенсбург и Алеманију Ахен-